# یواس‌اس هانترس (۱۸۶۲)
یواس‌اس هانترس (۱۸۶۲) (به انگلیسی: USS Huntress (1862)) یک کشتی بود که طول آن 131' 8" بود. این کشتی در سال ۱۸۶۲ ساخته شد.